# 1,8-Diazabicyclo(5.4.0)undéc-7-ène
Pour les articles homonymes, voir DBU.
Le 1,8-diazabicyclo[5.4.0]undéc-7-ène ou plus communément DBU est un composé organique bicyclique portant une fonction amidine et de formule brute C9H16N2. C'est une base utilisée en synthèse organique comme catalyseur ou comme ligand et comme base non nucléophile.